# Borysewicz & Kukiz
Borysewicz & Kukiz – pierwszy i jedyny album duetu stworzonego przez Jana Borysewicza i Pawła Kukiza. Utwory „Niby jestem niby nie” oraz „Jeśli tylko chcesz” powstały do filmu fabularnego E=mc² (reż. Olaf Lubaszenko) i zostały nagrane w kwietniu 2002.
25 czerwca 2003 album uzyskał certyfikat złotej płyty za sprzedaż ponad 35 000 egzemplarzy.
Nagrania dotarły do 1. miejsca zestawienia OLiS.

## Lista utworów
1. „Bo tutaj jest jak jest” (muz. J. Borysewicz; sł. P. Kukiz) – 4:11
2. „Niby jestem niby nie” (muz. J. Borysewicz; sł. P. Kukiz) – 3:15
3. „Bill W.” (muz. J. Borysewicz; sł. P. Kukiz) – 4:16
4. „Tyle już lat” (muz. J. Borysewicz; sł. P. Kukiz) – 5:23
5. „Jest dobrze” (muz. J. Borysewicz; sł. P. Kukiz) – 4:03
6. „O wszystkim i o niczym” (muz. J. Borysewicz; sł. P. Kukiz) – 3:58
7. „Jest taki dzień” (muz. J. Borysewicz; sł. P. Kukiz) – 4:22
8. „Nowy list” (muz. J. Borysewicz; sł. P. Kukiz) – 4:30
9. „Jeśli tylko chcesz” (muz. J. Borysewicz; sł. P. Kukiz) – 3:34
10. „Uwierz to nie on” (muz. J. Borysewicz; sł. P. Kukiz) – 4:09

## Twórcy
- Jan Borysewicz – gitara
- Paweł Kukiz – śpiew
- Wojciech Pilichowski – gitara basowa
- Kuba Jabłoński – perkusja
- Rafał Paczkowski – gościnnie instrumenty klawiszowe
- Mariusz „Georgia” Pieczara – gościnnie chórki
- Wojciech Kowalewski – gościnnie instrumenty perkusyjne
- Mateusz Pospieszalski – gościnnie saksofony (w utworze „Bill W.”)
- Rafał Paczkowski – realizacja i mix w Studio P.I.Y w Warszawie
- Hubert Skoczek – projekt okładki
- Beata Wielgosz – zdjęcia